# Beatrix Darmstädter
Beatrix Darmstädter (* 1972 in Wien) ist eine Saxophonistin, Musikwissenschaftlerin und Musikinstrumentenkundlerin, die seit 2004 Museumskuratorin am Kunsthistorischen Museum in Wien ist.

## Wirken
Darmstädter studierte neben ihren künstlerischen und wissenschaftlichen Fächern in Wien, Salzburg und Paris auch Exhibition Management. Sie erwarb Abschlüsse in den Studienrichtungen Saxophon-Klassik (Konzertdiplom 1993), Musikwissenschaft (Mag. phil. 1994, Dr. phil. 1997), Philosophie (Mag. phil. 1993), und ECM (MAS 2006). In ihrer Dissertation beschäftigte sie sich mit den Utilissime musicales regule des Guillaume Guerson. 2021 habilitierte sie im Fachgebiet der historischen Musikwissenschaft an der
Universität für Musik und darstellende Kunst Graz.
Seit 2001 wirkt Darmstädter in der Sammlung alter Musikinstrumente des Kunsthistorischen Museums Wien. Ihre Forschungsschwerpunkte in der Musikinstrumentenkunde liegen in der Anwendung von berührungsfreien 3D-Computertomographie-Methoden zur Dokumentation und Vermessung historischer Holzblasinstrumente. Außerdem forscht sie zu den Musikinstrumentenbauern des Wiener Hofs und der Kronländer, sowie ausgewählten Themen der Aufführungspraxis in Verbindung mit den baulichen Entwicklungen von Musikinstrumenten.
Darmstädter ist als Herausgeberin tätig und veröffentlichte sechs Monographien und mehr als 90 wissenschaftliche Beiträge. Als Musikerin wirkte sie daneben in verschiedenen Orchestern und Ensembles mit, unter Dirigenten wie Tiziano Duca, Peter Eötvös, Alfred Eschwé, Jacques Grimbert, Zoltán Kocsis, Andrés Orozco-Estrada und Andrija Pavlic.
Lehraufträge nahm Darmstädter u. a. am Prayner Konservatorium Wien, der École d’orchestre Meru (Frankreich), dem Institut für Musikwissenschaft der Universität Wien, der Főiskola Kecskemét und dem Richard Wagner Konservatorium wahr.

## Auszeichnungen
- Theodor-Körner-Fonds